# Tibiagomphus
Genre
Tibiagomphus est un genre de libellules de la famille des Gomphidae, du sous-ordre des Anisoptères et de l'ordre des Odonates.

## Liste des espèces
Selon ITIS (15 novembre 2020) :
- Tibiagomphus noval (Rodrigues, 1985)
- Tibiagomphus uncatus (Fraser, 1947)